# 金恵京
金 恵京（キム・ヘギョン/김혜경、1975年 - ）は、大韓民国出身の国際法学者。

## 経歴
ソウルに誕生。1996年に明治大学法学部法律学科に入学。2000年に同大学を卒業後、早稲田大学大学院で国際関係学を専攻し、2002年に修士課程修了。2006年にモリソン・フォースター外国法事務弁護士事務所本部に勤務。
2007年から2年間、ジョージ・ワシントン大学総合科学部専任講師・主任講師を務める。2010年、早稲田大学大学院アジア太平洋研究科で博士（学術）号を取得。同年から2012年までハワイ大学韓国研究センター客員教授を務めたのち、2012年から2015年まで明治大学法学部助教。2015年に日本大学総合科学研究所准教授。2016年から2022年まで日本大学危機管理学部准教授。2025年現在、ソウル大学法学部客員教授、延世大学国家管理研究員客員教授。

## 私生活
「1994年に渡日。テレビドラマ『あすなろ白書』を観て共感を覚える。日本語を殆ど話せない時期であり歌詞をコピーして辞書を引いて意味を把握した主題歌・藤井フミヤ『TRUE LOVE』は思い入れ深い曲」と述べている。

## 著書
- 『テロ防止策の研究』早稲田大学出版部、2012年7月。ISBN 978-4657120137。
- 『涙と花札 韓流と日流のあいだで』新潮社、2012年12月。ISBN 978-4103332817。
- 『風に舞う一葉 身近な日韓友好のすすめ』第三文明社、2015年6月。
- 『柔らかな海峡 日本・韓国 和解への道』集英社インターナショナル、2015年11月。ISBN 978-4797673050。
- 佐藤優との共著『北東アジア市民圏構想』第三文明社、2018年10月。
- 『未完の革命 韓国民主主義の100年』明石書店、2021年7月。